# Hugh Hambleton
Pour les articles homonymes, voir Hambleton.
Hugh George Hambleton (né en 1922 à Ottawa et mort en 1995) est un économiste canadien et un espion au service de l'Union soviétique.

## Biographie
Son père, George Hambleton, est un journaliste anglais. Hugh Hambleton est titulaire de la double citoyenneté, canadienne et britannique. Il fait ses études au Royaume-Uni et au Canada, notamment au Lisgar College d'Ottawa, et passe une partie de son enfance en France, où son père est correspondant de presse.
En 1944 et 1945, il fait partie des Forces françaises libres à Alger et il agit comme agent de liaison avec l'armée des États-Unis. En 1945, il intègre le service du renseignement de l'armée canadienne.
En 1952, il est recruté par un officier de renseignement soviétique. En 1954, il étudie l'économie à la Sorbonne,. En 1956, il commence à travailler pour l'Organisation du traité de l'Atlantique nord (OTAN), à Paris. Il y travaille pendant cinq ans, au cours desquels il transmet des informations à l'Union soviétique. Il se marie à Rome en 1959. Il quitte l'OTAN en 1961. De 1962 à 1964, il étudie à la London School of Economics, où il obtient un doctorat. En 1964, il revient au Canada et la même année il obtient un poste de professeur d'économique à l'université Laval,, à Sainte-Foy, poste qu'il conserve jusqu'en 1982.
En 1967, les Soviétiques reprennent contact avec Hambleton par l'intermédiaire d'un agent connu sous le faux nom de Rudolf Herrmann. En 1977, Herrmann est arrêté par le Federal Bureau of Investigation (FBI) aux États-Unis. En 1978, Hermann devient informateur du FBI et révèle l'identité d'espions soviétiques en Amérique, dont Hambleton. Des informations sur Hambleton sont aussi fournies par le transfuge Anatoli Golitsyne. La Gendarmerie canadienne place Hambleton sous surveillance pendant plusieurs mois. Le 5 novembre 1979, la résidence de Hambleton à Sainte-Foy et celle de sa mère de 91 ans à Ottawa sont perquisitionnées et du matériel d'espionnage y est découvert,. Hambleton est interrogé à de nombreuses reprises par la Gendarmerie canadienne mais il n'est pas arrêté. Au début de 1980, les médias canadiens rendent publique l'affaire Hambleton. Des députés posent des questions à ce sujet à la Chambre des communes mais le gouvernement invoque la nécessité du secret. Hambleton soutient que les informations qu'il transmettait étaient anodines et étaient accessibles à n'importe qui. Au mois de mai 1980, les avocats du gouvernement canadien qui étudient le dossier concluent que les informations transmises par Hambleton aux Soviétiques ne présentent pas de danger pour la sécurité du Canada et que Hambleton n'a contrevenu à aucune loi canadienne.
En juin 1982, Hambleton est arrêté au Royaume-Uni, lors d'un voyage dans ce pays. Il y est accusé en vertu de la loi britannique de 1911 sur les secrets officiels (Official Secrets Act),. En vertu de cette loi, le procès est secret, la preuve n'est pas révélée et le nom de l'avocat de l'accusé est secret. New Scotland Yard divulgue seulement le fait que Hambleton est accusé et l'accusation. L'accusation est formulée comme suit [traduction non officielle] : « lors d'un ou de plusieurs jours, entre le 1er janvier 1956 et le 31 décembre 1961, à l'intérieur de la juridiction de la Central Criminal Court et dans un but préjudiciable à l'intérêt et à la sécurité du Royaume-Uni, il a communiqué des informations qui sont considérées, ou qui peuvent être, ou qui sont destinées à être, directement ou indirectement, utiles à un ennemi ». Initialement, Hambleton plaide non coupable. Toutefois, au cours d'une suspension de séance, ses avocats apprennent que Raymond Nart, de la Direction de la Surveillance du territoire, est venu témoigner ; selon Nart, à la reprise, quand Hambleton le vit dans la salle, son avocat déclare : « Nous changeons notre stratégie, nous plaidons coupable ». Hambleton est condamné à dix ans de prison le 7 décembre 1982. Il purge sa peine à la prison de Gartree, à Londres. Il est transféré dans une prison au Canada en juin 1986. Il est libéré sous surveillance en mars 1989. Il est mort en 1995 et est inhumé à Chelsea.